# Ostroróg (gmina)
Ostroróg est une gmina mixte du powiat de Szamotuły, Grande-Pologne, dans le centre-ouest de la Pologne. Son siège est la ville d'Ostroróg, qui se situe environ 9 km au nord-ouest de Szamotuły et à 40 km au nord-ouest de la capitale régionale Poznań.
La gmina couvre une superficie de 84,99 km2 pour une population de 4 865 habitants en 2006.

## Géographie

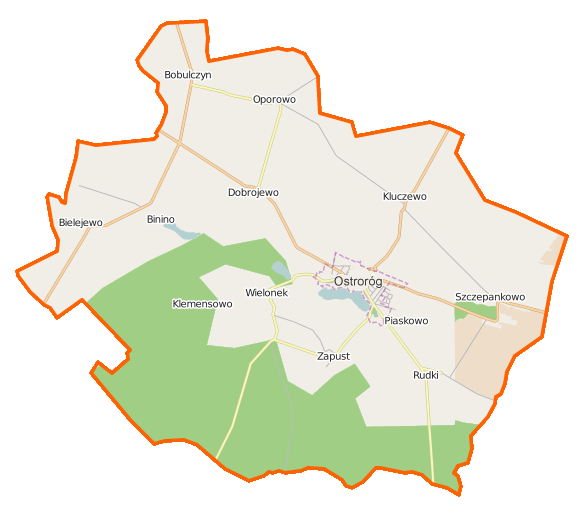
Plan de la gmina.

Outre la ville d'Ostroróg, la gmina inclut les villages de:
- Bielejewo
- Binińskie Huby
- Bobulczyn
- Dobrojewo
- Kluczewo
- Kluczewo-Huby
- Oporowo
- Rudki
- Rudki-Huby
- Szczepankowo
- Wielonek
- Zapust

### Gminy voisines
La gmina d'Ostroróg est bordée des gminy de:
- Obrzycko
- Pniewy
- Szamotuły
- Wronki

## Structure du terrain
D'après les données de 2002, la superficie de la commune d'Ostroróg est de 84,99 km2, répartis comme tel :
- terres agricoles : 65 %
- forêts : 26 %

La commune représente 7,59 % de la superficie du powiat.

## Démographie
Données du 30 juin 2009 :
| description        | Total  | Total | Femmes | Femmes | Hommes | Hommes |
| ------------------ | ------ | ----- | ------ | ------ | ------ | ------ |
| Unité              | Nombre | %     | Nombre | %      | Nombre | %      |
| population         | 4 859  | 100   | 2 444  | 50,3   | 2 415  | 49,7   |
| Densité (hab./km2) | 57,2   | 57,2  | 28,7   | 28,7   | 28,4   | 28,4   |